# Syneches visinonii
Syneches visinonii är en tvåvingeart som beskrevs av Raffone 2005. Syneches visinonii ingår i släktet Syneches och familjen puckeldansflugor.
Artens utbredningsområde är Bolivia. Inga underarter finns listade i Catalogue of Life.